# Éraste de Corinthe
Pour les articles homonymes, voir Éraste (homonymie).
Éraste de Corinthe (Ier siècle) est un disciple de Paul de Tarse et un saint chrétien.

## Biographie
Éraste s'attache à Paul et quitte, pour cela, sa charge d'économe ou de trésorier de Corinthe. Il le suit à Éphèse où il se trouve en l'an 56[réf. nécessaire] lorsque Paul l'envoie en Macédoine avec Timothée d'Éphèse, apparemment pour préparer les aumônes des fidèles. Éraste et Timothée sont tous deux avec Paul à Corinthe en l'an 58[réf. nécessaire], lorsque celui-ci écrit aux Romains, qu'il salue de la part de l'un et de l'autre,. Éraste semble suivre Paul jusqu'au dernier voyage que celui-ci fait à Corinthe. Si l'on en croit une lettre à Timothée, attribuée à Paul mais écrite une dizaine d'années après sa mort, Éraste reste à Corinthe où Timothée le rejoint peu après à la demande de Paul. Arrêté à Jérusalem vers 58, Paul passe deux ans en prison à Césarée. Après une seconde audience en présence du procurateur Festus, accompagné du roi Agrippa II et de sa sœur Bérénice, Paul se rend pour la première fois à Rome où il prêchera pendant deux ans. Il ne reviendra à Rome par la suite que pour y être jugé et exécuté en 67-68.
Éraste est fêté localement le 26 juillet.

## Un ou plusieurs Éraste
Selon plusieurs auteurs, il est douteux qu'Éraste le disciple que Paul envoie en Macédoine soit la même personne que le trésorier Éraste,.

## Liens
- Notices d'autorité :   - VIAF
  - GND